# Франклін (Луїзіана)
Франклін (англ. Franklin) — місто (англ. city) в США, в окрузі Сент-Мері штату Луїзіана. Населення — 6728 осіб (2020).

## Географія
Франклін розташований за координатами 29°47′6″ пн. ш. 91°30′34″ зх. д. / 29.78500° пн. ш. 91.50944° зх. д. (29.784985, -91.509576).  За даними Бюро перепису населення США в 2010 році місто мало площу 27,17 км², з яких 25,70 км² — суходіл та 1,48 км² — водойми.

## Демографія
Згідно з переписом 2010 року, у місті мешкало 7660 осіб у 2841 домогосподарстві у складі 1953 родин. Густота населення становила 282 особи/км².  Було 3184 помешкання (117/км²).
Расовий склад населення:
| - 56,2 % — чорних або афроамериканців - 40,1 % — білих - 1,1 % — корінних американців - 0,7 % — азіатів |

До двох чи більше рас належало 1,3 %. Частка іспаномовних становила 1,9 % від усіх жителів.
За віковим діапазоном населення розподілялося таким чином: 26,3 % — особи молодші 18 років, 59,2 % — особи у віці 18—64 років, 14,5 % — особи у віці 65 років та старші. Медіана віку мешканця становила 38,6 року. На 100 осіб жіночої статі у місті припадало 85,1 чоловіків;  на 100 жінок у віці від 18 років та старших — 81,8 чоловіків також старших 18 років.
Середній дохід на одне домашнє господарство  становив 45 010 доларів США (медіана — 29 964), а середній дохід на одну сім'ю — 49 238 доларів (медіана — 37 158). Медіана доходів становила 40 508 доларів для чоловіків та 27 008 доларів для жінок. За межею бідності перебувало 29,5 % осіб, у тому числі 42,9 % дітей у віці до 18 років та 15,9 % осіб у віці 65 років та старших.
Цивільне працевлаштоване населення становило 2476 осіб. Основні галузі зайнятості: освіта, охорона здоров'я та соціальна допомога — 27,4 %, мистецтво, розваги та відпочинок — 16,0 %, роздрібна торгівля — 10,2 %, виробництво — 8,8 %.